# Collastoma pacifica
Collastoma pacifica är en plattmaskart. Collastoma pacifica ingår i släktet Collastoma och familjen Umagillidae. Inga underarter finns listade i Catalogue of Life.